# Есипов, Иван Николаевич
Иван Николаевич Есипов (23 марта (4 апреля) 1878, Оренбургская губерния — после 1918) — полковник, командующий 34-й Оренбургской казачьей сотней (1916), награждён орденом Святого Георгия 4-й степени (1917).

## Биография
Родился 23 марта (4 апреля) 1878 года в станице Таналыкской второго военного округа Оренбургского казачьего войска. Окончил Орское четырёхклассное городское училище, после чего был зачислен в Оренбургское казачье юнкерское училище, из которого в итоге выпустился по второму разряду.
31 августа (12 сентября) 1899 года приступил к воинской службе в Русской императорской армии. В начале апреля 1903 года получил звание хорунжего (со старшинством с сентября 1902). В начале июля 1907 года стал сотником, а в октябре 1910 — подъесаулом. Позже был повышен до есаула, а затем — уже во время Первой мировой войны — до войскового старшины (в 1917 году). В сентябре 1918 года получил звание полковника, как награжденный орденом Святого Георгия, со старшинством с конца июня 1917.
С 1903 года находился на льготе без должности. В 1904—1905 годах участвовал в Русско-японской войне в составе Оренбургского 10-го казачьего полка: был награждён двумя боевыми орденами. По состоянию на начало января 1910 года числился в Оренбургском 4-м казачьем полку. До мобилизации в связи с началом Великой войны был атаманом своей родной станицы Таналыкской Оренбургского войска (по данным на 1914 год).
Во время Первой мировой войны состоял командующим сотней Оренбургского 16-го казачьего полка. В конце октября 1916 года он был эвакуирован с линии фронта в тыл, с формулировкой «по болезни». После этого служил командующим 34-й Оренбургской казачьей сотней, но вскоре был отчислен от должности — с аналогичной формулировкой, «по болезни». В начале декабря 1916 года был прикомандирован к 3-й Оренбургской казачьей запасной сотне.
Во время Гражданской войны, по данным на сентябрь 1918 года, был в распоряжении войскового начальства Оренбургского казачьего войска.

### Подвиг
28 июля (10 августа) 1916 года, командуя пятой сотней, в составе своего [казачьего] полка Иван Есипов атаковал в конном строю пехоту противника — бой произошёл у деревень Лязарувка и Коросцятынь при особо трудных условиях местности. Выбитую из окопов неприятельскую пехоту он, «находясь впереди и воодушевляя мужеством и беззаветной храбростью сотню», начал преследовать и «довёл» свою часть до удара холодным оружием. В итоге часть изрубила около сотни пехотинцев противника и захватила в плен шесть офицеров и более двух сотен нижних чина, а также два действующих пулемета. За эти действия он был представлен к награде и стал георгиевским кавалером.

## Награды
- Орден Святой Анны 4 степени (1904—1905): «за храбрость»
- Орден Святого Станислава 3 степени с мечами и бантом (1904—1905)
- Орден Святой Анны 3 степени (1913) — мечи и бант (1914—1917)
- Орден Святой Анны 2 степени (1914—1917)
- Орден Святого Станислава 2 степени с мечами
- Орден Святого Георгия 4 степени (1917)[1]